# Mudarra
Mudarra González es un personaje legendario que aparece en diversos romances, entre ellos el famoso Romance de los infantes de Lara y antes de los romances, aparece originalmente en el cantar de gesta prosificado Los Siete Infantes de Lara, en la Primera Crónica General y en la Crónica de 1344. Según el poema, Mudarra era hijo de Gonzalo Gustios y de la hermana de Almanzor. Recibe la comanda de vengar a sus hermanos, los siete infantes de Lara, decapitados por don Rodrigo de Lara, también llamado don Ruy Vázquez o Rodrigo Vázquez (el tío de los infantes) como escarmiento por la supuesta ofensa que estos le hicieron a su novia, doña Lambra de Bureba, el día de su boda. El momento de la ejecución de don Rodrigo se concreta en el romance con un encuentro casual entre desconocidos que da pie al duelo en el que Mudarra (aludido como Mudarrillo por su condición inferior) consuma su venganza. Esta escena inspiró a su vez al Romance del infante vengador, que comienza "Helo, helo por do viene / el infante vengador...".
Esta leyenda fue recreada por numerosos autores, entre otros, por el Duque de Rivas en El moro expósito.